# آن ووكر
آن ووكر (بالإنجليزية: Anne Walker)‏ هي مؤرخة معمارية أمريكية، ولدت في 21 مايو 1973.